# Copa Continental d'hoquei sobre patins masculina 2005-2006
La vint-i-sisena edició de la Copa Continental d'hoquei patins masculina es disputà a doble partit el 20 de gener a Barcelona i el 17 de febrer de 2007 a Follonica. El torneig enfrontà el vencedor de la Copa d'Europa, l'AP Follonica Hockey contra el vencedor de la Copa de la CERS, el FC Barcelona Sorli Discau.
La competició fou arbitrada per António Martins i Eduardo Ferriera (anada) i, Rego Lamela i José Monteiro (tornada), tots ells d'origen portuguès.

## Resultat
| 17 de febrer de 2007 16:00 |     |                     |                                                    |
| FC Barcelona Sorli Discau  | 7-1 | AP Follonica Hockey | Palau Blaugrana Àrbitres: A. Martins i E. Ferriera |
|                            |     |                     | Palau Blaugrana Àrbitres: A. Martins i E. Ferriera |

| 20 de gener de 2007 18:30 |     |                           |                                                             |
| AP Follonica Hockey       | 2-0 | FC Barcelona Sorli Discau | Palau d'Esports Palagolfo Àrbitres: R. Lamela i J. Monteiro |
|                           |     |                           | Palau d'Esports Palagolfo Àrbitres: R. Lamela i J. Monteiro |

|                               |
| Campió BARCELONA SORLI DISCAU |